# Anelytra laotica
Anelytra laotica är en insektsart som beskrevs av Sigfrid Ingrisch 1998. Anelytra laotica ingår i släktet Anelytra och familjen vårtbitare. Inga underarter finns listade i Catalogue of Life.